# Chissey-lès-Mâcon
Chissey-lès-Mâcon ist eine französische Gemeinde mit 230 Einwohnern (Stand: 1. Januar 2022) im Département Saône-et-Loire in der Region Bourgogne-Franche-Comté (vor 2016 Bourgogne). Die Gemeinde gehört zum Arrondissement Mâcon und zum Kanton Cluny (bis 2015: Kanton Saint-Gengoux-le-National). Die Einwohner werden Chissayons genannt.

## Geografie
Chissey-lès-Mâcon liegt etwa 25 Kilometer nordnordwestlich von Mâcon und etwa 33 Kilometer südsüdwestlich von Chalon-sur-Saône. Das Gemeindegebiet wird vom Fluss Grison durchquert.
Nachbargemeinden von Chissey-lès-Mâcon sind Chapaize im Norden, Martailly-lès-Brancion im Nordosten, Cruzille im Osten, Bissy-la-Mâconnaise im Südosten, Blanot im Süden, Bray im Südwesten sowie Cormatin im Westen.

## Bevölkerungsentwicklung
| Jahr                      | 1962 | 1968 | 1975 | 1982 | 1990 | 1999 | 2006 | 2011 | 2016 |
| Einwohner                 | 288  | 284  | 246  | 250  | 222  | 226  | 236  | 256  | 240  |
| Quelle: Cassini und INSEE |      |      |      |      |      |      |      |      |      |

## Sehenswürdigkeiten
- Kirche Saint-Pierre in Chissey, seit 1927 Monument historique
- Kirche Notre-Dame in Lys, seit 1938 Monument historique

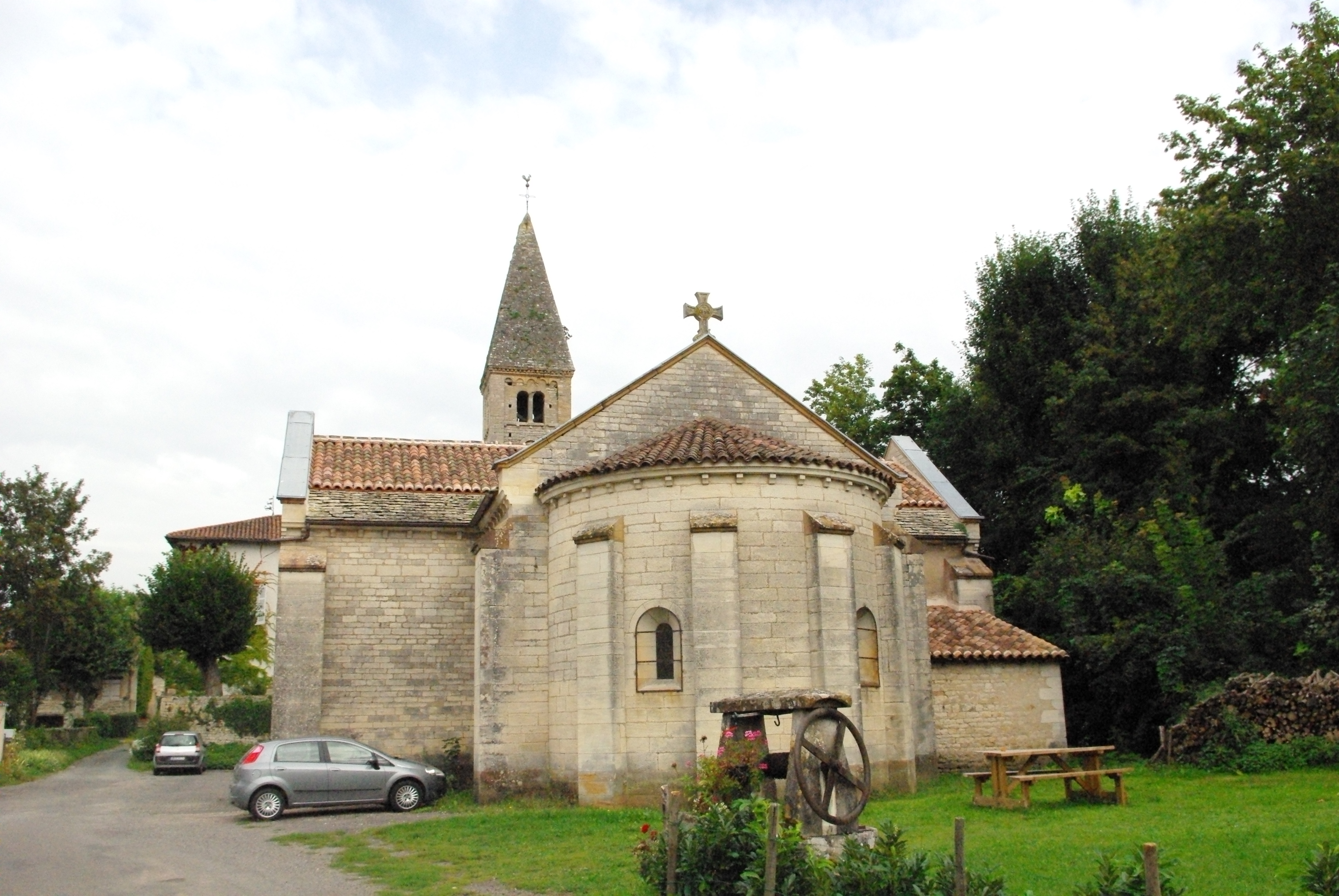
Kirche Saint-Pierre
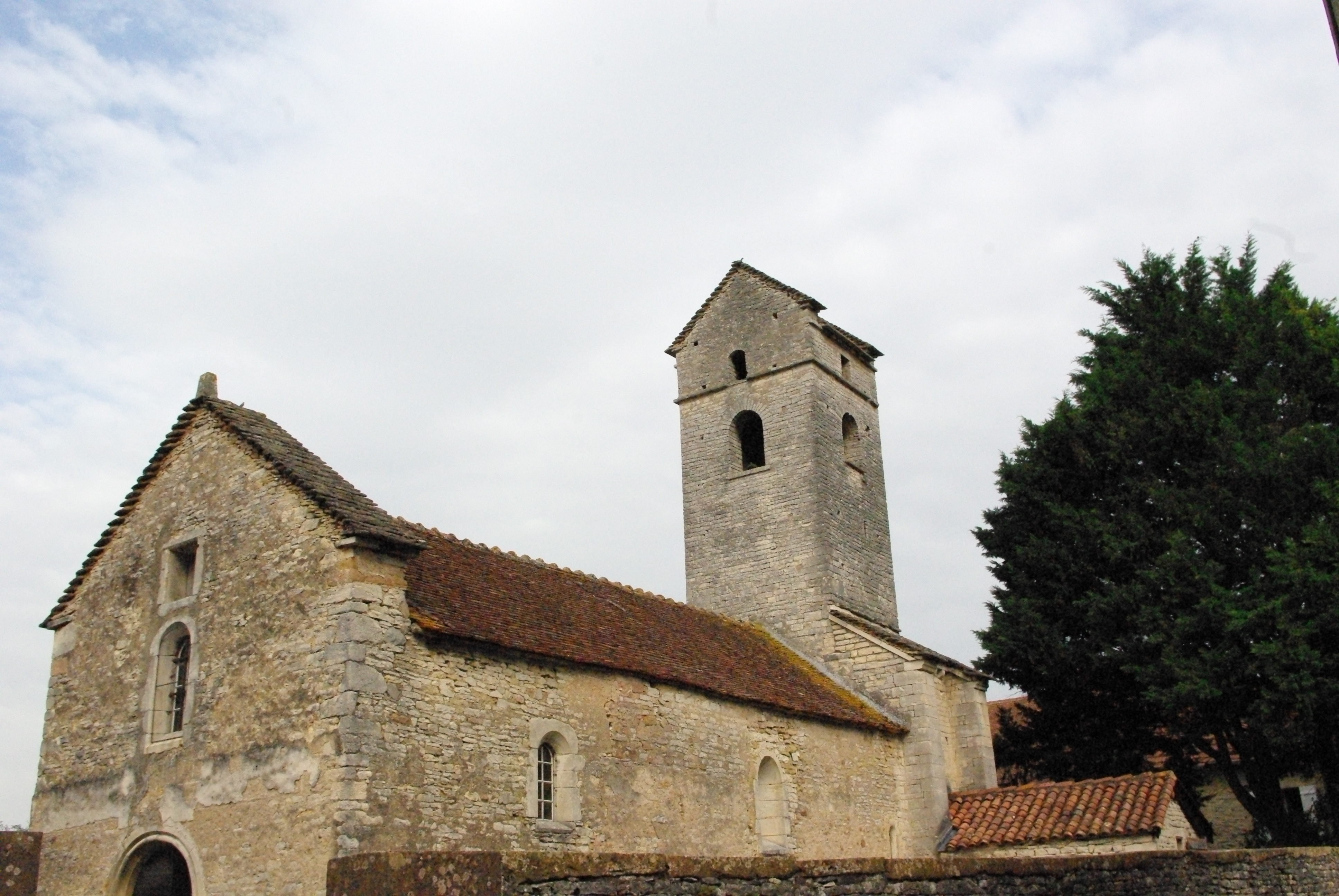
Kirche Notre-Dame